# 索肖足球俱乐部
索肖-蒙贝利亚尔足球俱乐部（法語：Football Club Sochaux-Montbéliard），簡稱索肖足球俱乐部（FC Sochaux）或，是位於法國東部蒙贝利亚尔的足球俱乐部，成立於1928年，現在參加法國全國聯賽。

## 球會歷史
索察由标致汽車的老闆让·皮埃尔·珀若（Jean-Pierre Peugeot）於1928年建立，兩年後（1930年）與蒙比利埃（l'AS Montbéliard）合併成為今日的索察-蒙比利亞足球會，1932年成為法國首支職業球隊。由於有标致汽車的財力支持，索察可以高薪聘請優秀的球員和教練加盟，分別奪得兩屆聯賽錦標（1935年及1938年）和法國盃冠軍（1937年）。
第二次世界大戰後索察財政不再富裕，成績逐漸下滑。1976年成立第一所足球學校，憑藉自行訓練的青年球員，於1979/80年獲得聯賽亞軍。但索察終於在1987年降級乙組聯賽，自此在甲、乙之間浮沉。2001年重回甲組聯賽後站穩腳，更在2004年奪得法國聯賽盃冠軍。
復興後的索察進佔聯賽榜的上游位置，連續三年獲得欧洲联盟杯的參賽資格。索察的青訓成績出眾，人才輩出，年青小將如等紛紛獲選加入法國國家足球隊。可惜成長中的小將紛紛被大球會挖角，近兩年的索察又需在下游掙扎。
2020年4月27日，中国能兴集团完成了对索肖足球俱乐部的资本重组，并全面接管日常的营运。

## 管理層
- 班主：游永強
- 球會總監：戴文康

## 球會榮譽
- 法國甲組足球聯賽

冠軍：1935年, 1938年
亞軍：1937年, 1953年, 1980年
- 法國乙組足球聯賽

冠軍：1947年, 2001年
- 法國盃

冠軍：1937年, 2007年
亞軍：1959年, 1967年, 1968年
- 法國聯賽盃

冠軍：2004年
亞軍：2003年

## 著名球星
- 貝爾納·真吉尼
- 熱雷米·梅內

## 外部連結
- 索察官方網站（法文） （页面存档备份，存于）